# Bryconamericus deuterodonoides
Bryconamericus deuterodonoides е вид лъчеперка от семейство Харациди (Characidae). Видът не е застрашен от изчезване.

## Разпространение и местообитание
Разпространен е във Венецуела и Колумбия.
Обитава сладководни басейни и реки.

## Описание
На дължина достигат до 5 cm.
Популацията на вида е стабилна.